# The More Things Change...
The More Things Change... este cel de-al doilea album sde tudio al formației heavy metal americane - Machine Head. Albumul a fost lansat pe 25 martie 1997 prin Roadrunner Records și este ultima lansare la care a participat lead-chitaristul original Logan Mader, și prima care îl prezintă pe bateristul actual Dave McClain. The More Things Change... a atins poziția #138 în topul Billboard 200 în 1997, și până în 2002 a vândut peste 115.000 de copii doar în Statele Unite.

## Lista pieselor
Toate versurile sunt scrise de Robb Flynn, Toate melodiile sunt compuse de Machine Head.
| Nr.             | Titlu                 | Lungime |  |
| 1.              | „Ten Ton Hammer”      | 4:14    |  |
| 2.              | „Take My Scars”       | 4:19    |  |
| 3.              | „Struck a Nerve”      | 3:33    |  |
| 4.              | „Down to None”        | 5:28    |  |
| 5.              | „The Frontlines”      | 5:51    |  |
| 6.              | „Spine”               | 6:37    |  |
| 7.              | „Bay of Pigs”         | 3:46    |  |
| 8.              | „Violate”             | 7:19    |  |
| 9.              | „Blistering”          | 4:58    |  |
| 10.             | „Blood of the Zodiac” | 6:37    |  |
| Lungime totală: | Lungime totală:       | 52:42   |  |

| Digipak edition bonus tracks |                                                           |         |  |
| Nr.                          | Titlu                                                     | Lungime |  |
| 11.                          | „The Possibility of Life's Destruction” (Discharge cover) | 1:31    |  |
| 12.                          | „My Misery”                                               | 4:42    |  |
| 13.                          | „Colors” (Ice-T cover)                                    | 4:39    |  |

| Japanese edition enchanced CD |                                |         |  |
| Nr.                           | Titlu                          | Lungime |  |
| 1.                            | „Ten Ton Hammer” (music video) | 4:28    |  |

## Personal
- Robb Flynn – vocal, chitară, mixaj audio
- Logan Mader – chitară
- Dave McClain – baterie
- Adam Duce – chitară bas, back vocal
- Vincent Wojno – inginer
- Colin Richardson – mixaj și producere
- Andy Sneap – mixaj
- Steve Baughman – asistent de mixaj
- Ted Jensen – mastering

## Poziții
| Clasament (1997)                | Poziții |
| ------------------------------- | ------- |
| Australian Albums Chart         | 30      |
| Austrian Albums Chart           | 24      |
| Belgian Albums Chart (Flanders) | 11      |
| Belgian Albums Chart (Wallonia) | 20      |
| Dutch Albums Chart              | 22      |
| Finnish Albums Chart            | 13      |
| French Albums Chart             | 21      |
| German Albums Chart             | 22      |
| New Zealand Albums Chart        | 44      |
| Norwegian Albums Chart          | 15      |
| Swedish Albums Chart            | 17      |
| UK Album Chart                  | 16      |
| Billboard 200                   | 138     |